# Manoel Domingos (Pau dos Ferros)

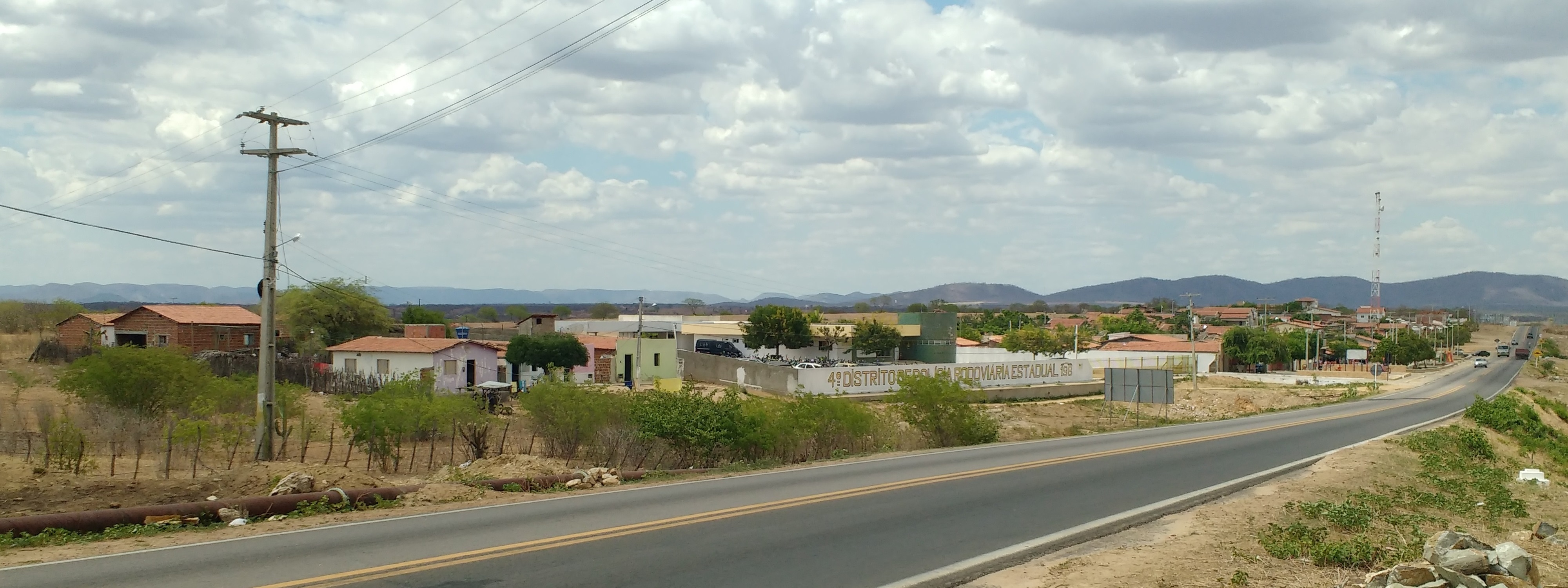
Conjunto habitacional Manoel Domingos, com a BR-405, na saída para São Francisco do Oeste

Manoel Domingos é um dos sete conjuntos habitacionais de Pau dos Ferros, município brasileiro no interior do estado do Rio Grande do Norte.
Instituído pela lei municipal 632, de 1991, o conjunto é atravessado pela BR-405, na periferia de Pau dos Ferros, saída para São Francisco do Oeste. Manoel Domingos abriga a sede do quarto distrito da polícia rodoviária do Rio Grande do Norte (4º DPRE), além de possuir uma área de lazer pública, a Praça Antonio Francisco Floriano. O padroeiro do bairro é São Domingos de Gusmão.

## Logradouros
Em 2012 o conjunto Manoel Domingos possuía doze ruas ou logradouros:
| Lei       | Logradouro                          |
| --------- | ----------------------------------- |
| 981/2004  | Avenida Uriel Fernandes da Silveira |
| 875/2001  | Rua Antenor Maia de Lima            |
| 655/1993  | Rua Ari Alves da Silva              |
| 714/1996  | Rua Augusto Barbosa de Sales        |
| 921/2003  | Rua Francisco Floriano Ferreira     |
| 675/1994  | Rua João Chaves                     |
| 1139/2008 | Rua João Gualberto do Rego          |
| 1083/2007 | Rua José Avelino do Nascimento      |
| 656/1993  | Rua José Diógenes Maia              |
| 876/2001  | Rua José Edílson Freire de Carvalho |
| 642/1992  | Rua Maestro Wilson Arnoud           |
| 874/2001  | Rua Paulo Soldado                   |